# Kraftwerk Wuhlehirsk
Das Kraftwerk Wuhlehirsk ist ein Kohlekraftwerk in Switlodarsk, Oblast Donezk, Ukraine. Es ist im Besitz von Centrenergo und wird auch von Centrenergo betrieben.

## Kraftwerksblöcke
Das Kraftwerk besteht aus insgesamt sieben Blöcken, die von 1972 bis 1979 in Betrieb gingen. Die folgende Tabelle gibt einen Überblick:
| Block | Max. Leistung (MW) | Betriebsbeginn | Turbine | Generator   | Dampfkessel | Status     |
| ----- | ------------------ | -------------- | ------- | ----------- | ----------- | ---------- |
| 1     | 300                | 1972           |         |             |             | in Betrieb |
| 2     | 300                | 1973           |         |             |             | in Betrieb |
| 3     | 300                | 1973           |         |             |             | in Betrieb |
| 4     | 300                | 1973           |         |             |             | in Betrieb |
| 5     | 800                | 1975           | LMZ     | Electrosila |             | in Reserve |
| 6     | 800                | 1976           | LMZ     | Electrosila |             | in Reserve |
| 7     | 800                | 1977           | LMZ     | Electrosila |             | in Reserve |